# Чжэньюань (Цяньдуннань)
Чжэньюа́нь (кит. упр. 镇远, пиньинь Zhènyuǎn) — уезд Цяньдуннань-Мяо-Дунского автономного округа провинции Гуйчжоу (КНР).

## История
Во времена империи Мин в 1371 году была образована Чжэньюаньская область (镇远州), в 1389 году — Чжэньюаньский караул (镇远卫), в 1390 году — Цинлянский караул (清浪卫). В 1413 году была создана Чжэньюаньская управа (镇远府), в подчинение которой перешла Чжэньюаньская область, а в 1438 году Чжэньюаньская область была расформирована и её земли стали подчиняться напрямую властям управы. В 1498 году на землях, где размещались власти управы, был создан уезд Чжэньюань.
При империи Цин в 1683 году был упразднён Чжэньюаньский караул, а подчинённые ему земли также вошли в состав уезда Чжэньюань; в 1699 году власти уезда переехали на то место, где ранее размещались структуры Чжэньюаньского караула. В 1732 году Цинлянский караул был преобразован в уезд Цинси (青溪县) Сычжоуской управы (思州府). В 1911 году уезд Чжэньюань был расформирован, а его земли перешли под прямое управление властей Чжэньюаньской управы.
После Синьхайской революции в Китае была проведена реформа структуры административного деления, в ходе которой управы были упразднены, и поэтому в 1913 году Чжэньюаньская управа была расформирована, а на землях, ранее напрямую подчинённых властям управы, был вновь создан уезд Чжэньюань.
В 1941 году уезд Цинси был присоединён к уезду Чжэньюань.
После вхождения этих мест в состав КНР в 1950 году был создан Специальный район Чжэньюань (镇远专区), и уезд вошёл в его состав, став местом пребывания властей специального района. В 1956 году Специальный район Чжэньюань был расформирован, и был образован Цяньдуннань-Мяо-Дунский автономный округ; уезд вошёл в состав нового автономного округа. В 1958 году уезды Цэньгун и Саньсуй были присоединены к уезду Чжэньюань, но в 1961—1962 годах они были воссозданы.

## Административное деление
Уезд делится на 8 посёлков, 3 волости и 1 национальную волость.

## Спорт
В июле 2025 года в Чжэньюане прошли Национальные соревнования по сплаву на бамбуковых плотах.